# Галеаспіди
Галеаспіди (Galeaspida) — вимерлий клас безщелепних морських та прісноводних риб, що існував у силурі та ранньому девоні (439—400 млн років тому).

## Опис
Зовні галеаспіди схожі на гетеростраки, але на основі будови мозкового черепа їх зближують з остеостраками. Основною ознакою галеаспід є великий отвір на дорсальній поверхні головного щита, який був з'єднаний з глоткою і зябровою камерою. Отвір, ймовірно, служив для захоплення води, яка перенаправлялась у зяброву камеру для дихання.
Галеаспіди також є хребетними з найбільшою кількістю зябер, так як деякі види з ряду Polybranchiaspidiformes мали до 45 зябрових отворів. Тіло було покрито мінливими лусками, що розташовані у косі ряди. З плавців був лише хвостовий. Ротові та зяброві отвори знаходяться на вентральній стороні голови, яка є плоскою або сплюснутою — це означає, що галеаспіди вели придонний спосіб життя.

## Класифікація
- Родина Hanyangaspididae Pan & Liu 1975
  - Hanyangaspis Pan & Liu 1975
  - Nanjiangaspis Wang et al. 2002
  - Kalpinolepis Wang, Wang & Zhu 1996
  - Konoceras Pan 1992
  - Latirostraspis Wang, Xia & Chen 1980

- Родина Xiushuiaspididae Pan & Liu 1975
  - Changxingaspis Wan 1991
  - Microphymaspis Wang et al. 2002
  - Xiushuiaspis Pan & Wang 1983

- Родина Dayongaspididae Pan & Zen 1985
  - Dayongaspis Pan & Zen 1985
  - Platycarpaspis Wang et al. 2002

- Ряд Eugaleaspidiformes Liu 1965
  - Dunyu Zhu et al. 2012
  - Meishanaspis Wang 1991
  - Tujiaaspis Gai, Li, Ferrón, Keating, Wang, Donoghue & Zhu, 2022
  - Родина Shuyuidae  Shan, Zhu, Zhao, et al., 2020
    - Shuyu Gai et al. 2011

  - Родина Tridensaspididae Liu 1986
    - Falxcornus Meng & Gai, 2022
    - Tridenaspis Liu 1986

  - Родина Sinogaleaspididae Pan & Wang 1980
    - Sinogaleaspis Pan & Wang 1980
    - Rumporostralis Shan, Zhu, Zhao, et al., 2020

  - Родина Eugaleaspididae Liu 1980
    -  ?Anjiaspis Gai & Zhu 2005
    -  ?Liuaspis Whitley 1976 non Borchsenius 1960
    - Eugaleaspis Liu 1965 [Galeaspis Liu 1965 non Ivshin ex Borukaev 1955]
    - Nochelaspis Zhu 1992
    - Pseudoduyunaspis Wang, Wang & Zhu 1996
    - Pterogonaspis Zhu 1992
    - Yunnanogaleaspis Pan & Wang 1980

- Надряд Polybranchiaspidida Liu 1965
  - Родина Zhaotongaspididae Wang & Zhu 1994
  - Ряд Polybranchiaspidiformes Janvier 1996
    - Родина Gumuaspididae Gai et al. 2018
      - Gumuaspis Wang & Wang 1992
      - Platylomaspis Gai et al. 2018
      - Nanningaspis Gai et al. 2018
      - Laxaspis Liu 1975

    - Родина Geraspididae Pan & Chen 1993
      - Geraspis Pan & Chen 1993
      - Kwangnanaspis Cao 1979

    - Родина Pentathyraspididae Pan 1992
      - Pentathyraspis Pan 1992
      - Microhoplonaspis Pan 1992

    - Родина Duyunolepididae Pan & Wang 1978a
      - Duyunolepis Pan & Wang 1982
      - Pseudoduyunolepis
      - Paraduyunolepis Pan & Wang 1978
      - Neoduyunolepis Pan & Wang 1978
      - Lopadaspis Wang et al. 2002

    - Родина Hyperaspididae Pan 1992
      - Hyperaspis Pan 1992

    - Родина Polybranchiaspididae Liu 1965
      - Altigibbaspis Liu, Gai & Zhu 2017
      - Polybranchiaspis Liu 1965
      - Bannhuanaspis Janvier, Than & Phuon1993
      - Clororbis Pan & Ji 1993
      - Dongfangaspis Liu 1975
      - Siyingia Wang & Wang 1982
      - Diandongaspis Liu 1975
      - Damaspis Wang & Wang 1982
      - Cyclodiscaspis Liu 1975

  - Ряд Huananaspidiformes Janvier 1975
    - Родина Sanqiaspididae Liu 1975
      - Sanqiaspis Liu 1975

    - Родина Zhaotongaspididae Wang & Zhu 1994
      - Zhaotongaspis Wang & Zhu 1994
      - Wenshanaspis Zhao, Zhu & Jia 2002

    - Родина Sanchaspididae Pan & Wang 1981
      - Sanchaspis Pan & Wanao 1981 (not to be confused with Sanqiaspis)
      - Antiquisagittaspis Liu 1985

    - Родина Gantarostraspididae Wang & Wang 1992
      - Gantarostraspis Wang & Wang 1992
      - Wumengaspis
      - Rhegmaspis Gai et al. 2015

    - Родина Huananaspidae Liu 1973
      - Huanaspis Liu 1973 (sister-taxon of Macrothyraspinae)
      - Asiaspis Pan ex Pan, Wang & Liu 1975
      - Nanpanaspis Liu 1965
      - Stephaspis Gai & Zhu 2007
      - Підродина Macrothyraspinae
        - Macrothyraspis Pan 1992
        - Lungmenshanaspis Pan & Wang 1975
        - Qingmenaspis Pan & Wang 1981
        - Sinoszechuanaspis Pan & Wang 1975